# Bádminton en los Juegos Asiáticos de 2018
El torneo de bádminton en los Juegos Asiáticos de 2018 se realizó en Yakarta (Indonesia), entre el 19 y el 28 de agosto de 2018.
En total fueron disputadas en este deporte siete pruebas diferentes, tres masculinas, tres femeninas y una mixta.

## Medallero
| Núm. | País         | Oro | Plata | Bronce | Total |
| ---- | ------------ | --- | ----- | ------ | ----- |
| 1    | China        | 3   | 1     | 2      | 6     |
| 2    | Indonesia    | 2   | 2     | 4      | 8     |
| 3    | Japón        | 1   | 1     | 4      | 6     |
| 4    | China Taipéi | 1   | 1     | 2      | 4     |
| 5    | India        | 0   | 1     | 1      | 2     |
| 6    | Hong Kong    | 0   | 1     | 0      | 1     |
| 7    | Tailandia    | 0   | 0     | 1      | 1     |
|      | TOTAL        | 7   | 7     | 14     | 28    |